# Clarkes lagar
Clarkes lagar refererar till tre lagar som myntats av författaren Arthur C Clarke.
1. När en framstående men äldre vetenskapsman påstår att något är möjligt, har han med största sannolikhet rätt. När han påstår att något är omöjligt, har han troligtvis fel.
2. Det enda sätt att upptäcka gränserna för vad som är möjligt, är att våga sig förbi dem, ut i det omöjliga.
3. All tillräckligt avancerad teknologi är omöjlig att särskilja från magi.

## Historik
Den första av Clarkes lagar beskrivs för första gången i boken Profiles of the Future: An Enquiry Into the Limits of the Possible (1962), den andra lagen är här enbart en observation. Det är först i 1973 års reviderade upplaga av boken alla tre lagarna finns med. Clarke säger här att: "Eftersom tre lagar var tillräckligt för Newton, har jag ödmjukt valt att sluta där."